# 王興禮
王興禮1963年6月—，中華民國陸軍中將退役，陸軍官校正54期（1985年班；74年班）。曾任副參謀總長（陸軍）、陸軍副司令、陸軍十軍團中將指揮官、陸軍教準部中將指揮官、陸軍澎防部中將指揮官、陸軍八軍團少將副指揮官等。2010年1月1日晉任少將、2016年7月1日晉任中將。2023年7月1日屆齡退役。

## 荣誉

### 中华民国勋章奖章
- 四等云麾勋章（2021年2月3日于台中新社营区颁授[2]）
- 光华甲种一等奖章（2021年7月30日于台北颁授[3]）

## 備註
1. ↑  同期畢業將領有後備部指揮官傅正誠、前陸軍第一副司令黃金財、前陸軍副司令賀政、前資通電指揮官馬英漢等